# Postulatore

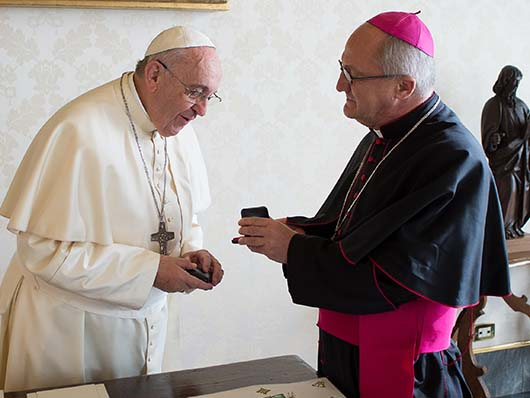
Enrico dal Covolo (a destra) è stato postulatore generale dei salesiani e postulatore della causa di canonizzazione di Giovanni Paolo I

Nella Chiesa cattolica il postulatore è la persona che si occupa degli adempimenti giudiziari e giuridici richiesti nell'ambito delle cause di beatificazione e di canonizzazione. I requisiti, il ruolo e le funzioni del postulatore sono precisati nel documento del 1983 intitolato Normae servandae in inquisitionibus ab episcopis faciendis in causis sanctorum (nella versione in italiano: Norme da osservarsi nelle inchieste diocesane nelle cause dei santi).

## Requisiti
Il promotore della causa di beatificazione può nominare postulatore sia un chierico che un laico esperto in materie teologiche, storiche o canoniche, nonché nelle pratiche della Congregazione per le Cause dei Santi, previa approvazione del vescovo diocesano. I principali ordini religiosi, come i Francescani, i Domenicani e i Gesuiti nominano al loro interno dei postulatori generali che sono chiamati nelle cause di beatificazione e di canonizzazione dei rispettivi ordini di appartenenza. La fase successiva a quella diocesana richiede che il postulatore risieda a Roma: tale fatto favorisce la nomina dei postulatori generali, in quanto gli ordini religiosi hanno la propria sede nella capitale italiana.

## Doveri
Il primo compito del postulatore è quello di condurre indagini approfondite sulla vita del candidato alla beatificazione. Inoltre, il postulatore ha il compito di amministrare i fondi raccolti per la causa. Come tutti gli ufficiali che partecipano ad una causa, anche il postulatore è tenuto a prestare giuramento di adempiere proprio dovere e di mantenere il più stretto riserbo.

## Ruolo
Il postulatore incaricato della causa presenta al vescovo della diocesi in cui è deceduto il candidato alla beatificazione una petizione scritta corredata da documentazione a supporto. La documentazione deve includere: 
1. una biografia del candidato, o, quanto meno, una cronologia della sua vita, indicando la pratica delle virtù in grado eroico e la santità di vita o il martirio che giustificano la beatificazione;
2. le copie autentiche di tutti gli scritti del candidato;
3. in casi recenti, un elenco di quelle persone che possono contribuire a "portare alla luce la verità sulle virtù o sul martirio del [candidato], e sulla sua reputazione di santità o relativa a segni [cioè miracoli]".[6]

Il vescovo decide se accettare la petizione. La causa di beatificazione deve essere pubblicizzata nelle diocesi vicine in modo che qualsiasi persona informata dei fatti o che possa contribuire positivamente alla causa, possa farsi presente. Vengono quindi esaminati gli scritti del candidato per verificare se essi presentino delle difficoltà teologiche. In casa affermativo, al postulatore è data la possibilità di risolverle. Dato il via libera alla causa, il vescovo darà luogo alla fase diocesana di inchiesta: un'inchiesta sulle virtù eroiche o sul martirio; un'inchiesta sui segni o ”miracoli attribuiti all'intercessione del candidato.
Il postulatore identifica quindi i testimoni rilevanti. La carica di postulatore non è compatibile con quella di testimone. Dichiarato il termine delle indagini da parte del vescovo o di un suo delegato, il postulatore ha il diritto di esaminare l'atto ufficiale ed eventualmente di integrarlo. Il verbale dell'inchiesta è inviato alla Congregazione per le cause dei Santi. Al postulatore è richiesto di risiedere fisicamente a Roma per l'ulteriore esame della causa.